# Um Anjo Veio Me Falar
"Um Anjo Veio Me Falar" é uma canção do girl group brasileiro Rouge, lançada como segundo single do segundo álbum de estúdio C'est La Vie (2003). "Um Anjo Veio Me Falar" é uma versão da canção "Angel in My Heart" originalmente composta por Eliot Kennedy, Suzanne Shaw e Tim Woodcock e gravada pelos grupos pop Hear'Say (no álbum Everybody) e Jump5 (no álbum All the Time in the World) respectivamente no mesmo ano. A versão em português foi escrita pelas próprias integrantes do grupo, junto com Rick Bonadio, que também produziu a canção. "Um Anjo Veio Me Falar" é uma balada pop, que fala sobre a busca e espera de um grande amor, anunciada por um anjo. A canção foi um sucesso nas rádios de todo o Brasil, se tornando a balada de maior reconhecimento do grupo. 
O videoclipe da canção foi gravado na Argentina, assim como sua versão em espanhol. Assim como os outros singles de C'est La Vie, "Um Anjo Veio Me Falar" foi promovida exaustivamente, sendo cantada em inúmeros programas de TV, como o Domingo Legal, Hebe, Sabadaço, Falando Francamente, entre outros. A canção foi reconhecida em premiações, ganhando dois prêmios no Capricho Awards e Troféu Universo Musical, na categoria "Melhor Música".

## Antecedentes e composição
Após o sucesso do primeiro álbum, Rouge (2002), que vendeu mais de 1 milhão de cópias, e do sucesso "Ragatanga", que ficou mais de 2 meses no topo das paradas de sucesso, a Sony Music resolveu lançar um novo álbum da banda, seguindo os mesmos moldes do primeiro álbum. A diferença foi que no segundo álbum, as meninas tiveram mais liberdade, podendo acompanhar o processo de gravação e até compor. "O primeiro CD estava preparado para a banda que ganhasse. C'Est la Vie é o nosso bebê, tem a nossa cara. Desde o CD até o visual, a gente pode falar sobre tudo," confessa Luciana. Já para Patrícia, "Uma característica desse CD novo que a gente trouxe do antigo é a diversidade. Cada uma tem um estilo diferente, o que torna o repertório variado." 
Essa liberdade, permitiu que o grupo compusesse uma faixa juntas, "Um Anjo Veio Me Falar", que para Aline, "Foi bom porque não tínhamos a obrigação de fazer, então pôde ser de uma forma espontânea, quase uma brincadeira."
Luciana, também integrante do grupo, comentou sobre o trabalho na canção: 
| “ | Foi legal porque rolou de forma descontraída. O Rick lançou a ideia para a Patty, ela pensou num contexto. Depois ele resolveu jogar a ideia para todas. Fomos falando enquanto o Rick, mais experiente, ia lapidando. O resultado ficou ótimo. É uma das minhas músicas favoritas no CD. | ” |

Uma versão em espanhol, intitulada Un Angel Vive en Mi, foi feita para o álbum "Rouge En Español", mas o álbum acabou não sendo lançado, devido à saída de Luciana. Mesmo assim, a canção foi lançada na internet.
Após a saída de Luciana, uma nova versão da canção foi feita, para substituir as partes cantadas por ela. Fantine (a única integrante do grupo que não tinha um solo no single) substituiu os versos da ex-integrante.

## Composição e letra
"Um Anjo Veio Me Falar" foi escrita por Aline Wirley, Fantine Thó, Karin Hils, Lu Andrade e Li Martins, em parceria com Rick Bonadio, que também produziu a canção. "Um Anjo Veio Me Falar" começa com Patrícia tentando entender o coração, falando que acredita que ela irá viver um grande amor. No refrão, as garotas cantam, "Um anjo veio me falar", enquanto Patrícia responde, "O amor chegou pra mim," as garotas cantam de novo, "Veio me mostrar," e Patrícia mais uma vez responde e continua, "que o sonho não tem fim Não importa quanto tempo vai passar (Vou te esperar) E nunca foi tão forte assim, eu ouvi um anjo me falar."
Na segunda parte, Aline canta sobre sonhar com um beijo e um carinho de alguém. Karin e Luciana cantam que algum dia elas vão encontrar o amor, e Luciana canta, "Nos seus braços é onde eu quero estar." No bridge, Aline canta mais uma vez, "Todo amor que eu sempre procurei, você veio me mostrar." Ainda no bridge, elas afirmam que encontraram um "anjo", "o amor que sempre sonharam." O último refrão segue no mesmo moldes dos refrões anteriores.

## Recepção
A canção foi muito bem recebida, sendo indicada e vencedora na categoria "Melhor Música" nos prêmios "Capricho Awards" e "Troféu Universo Musical".

## Legado
"Um Anjo Veio Me Falar" se tornou uma das canções mais conhecidas do grupo pop até hoje. Em termos de balada, "Um Anjo Veio Me Falar" se tornou a balada mais conhecida do grupo, recebendo inúmeros covers. A canção também fez parte da trilha sonora da novela Canavial de Paixões (2003), do SBT, tema da protagonista Clara (Bianca Castanho).

## Videoclipe
O videoclipe da canção foi gravado em 25 de julho de 2003, e conta com as meninas com um visual hippie, numa viagem, que começa num trailer, é também mostrado as garotas cantando ao redor de uma fogueira, além delas na praia, jogando flores no mar.

## Faixas
CD Single
1. "Um Anjo Veio Me Falar (Angel In My Heart)"

## Promoção
A canção foi divulgada em diversos lugares, como no Domingo Legal, Hebe, Bom Dia e Cia, Programa Raul Gil, É Show, Falando Francamente, Boa Noite Brasil, Sabadaço, Melhor da Tarde, Programa da Eliana, entre outros.
"Um Anjo Veio Me Falar" também fez parte do DVD da banda A Festa dos Seus Sonhos (2003). A canção também fez parte da setlist de todas as turnês da banda: a Brilha La Tour (2003), a Turnê C'est La Vie (2003), a Turnê Planeta Pop: Rouge & Br'oz (2004), a Turnê Blá Blá Blá (2004), a Turnê Chá Rouge (2017) e a Turnê Rouge 15 anos (2018).

## Desempenho nas tabelas musicais
| Tabela musical (2003) | Melhor posição |
| --------------------- | -------------- |
| Brasil (HITS)         | 6              |